# Pyura tasmanensis
Pyura tasmanensis är en sjöpungsart som beskrevs av Kott 1985. Pyura tasmanensis ingår i släktet Pyura och familjen lädermantlade sjöpungar. Inga underarter finns listade i Catalogue of Life.